# Білозірська сільська територіальна громада
Білозі́рська сільська територіальна громада — територіальна громада в Україні, у Черкаському районі Черкаської області. Адміністративний центр — село Білозір'я.
Площа громади — 200,71 км², населення — 8906 мешканців (2018).
Утворена 26 серпня 2015 року шляхом об'єднання Ірдинської селищної ради та Білозірської сільської ради Черкаського району.
Білозірської громада — одна з кількох громад, в яких адміністративним центром є село, тому громада вважається сільською, проте до складу громади входять селища.

## Склад
До складу громади входять:
| Населений пункт | Населення, осіб (1989) | Населення, осіб (2001) |
| --------------- | ---------------------- | ---------------------- |
| Баси, селище    | 21                     | 18                     |
| Білозір'я, село | 9099                   | 8506                   |
| Ірдинь, селище  | 1361                   | 1048                   |